# Max Havelaar (roman)
Pour les articles homonymes, voir Max Havelaar.
Max Havelaar est un roman néerlandais écrit par Multatuli (Eduard Douwes Dekker), paru en 1860, dont le récit se déroule à Java et dénonce l'exploitation coloniale dans les Indes néerlandaises.

## Le roman

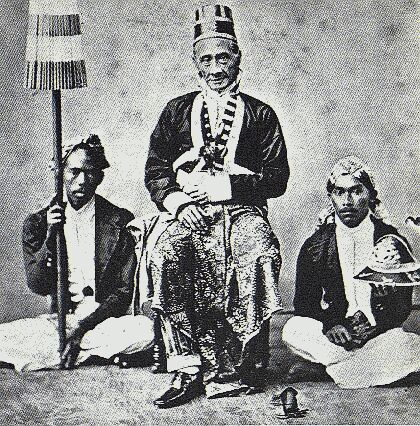
R. A. A. Karta Natanegara, regent de Lebak à l'époque où se déroule le roman

Publié en 1860 à Amsterdam, ce roman écrit en 1859 à Bruxelles, dans la Galerie du Prince, par Eduard Douwes Dekker sous le pseudonyme de Multatuli raconte l'histoire d'un fonctionnaire colonial néerlandais qui se révolte contre l'oppression que subit le peuple javanais dans les Indes néerlandaises, une colonie des Pays-Bas.
Ce roman est largement autobiographique.
Au début du roman, le récit est introduit par Batavus Droogstoppel, second associé de Last & Co, commissionnaires en cafés à la Bourse d'Amsterdam, Canal des Lauriers, no 37, à qui l'auteur supposé, qui est dans la misère, a fait appel pour l'aider à éditer son manuscrit.
Max Havelaar arrive dans la residentie (circonscription administrative) de Banten dans l'ouest de l'île de Java pour y occuper le poste d'assistant du resident, détaché auprès du regent de Lebak, préfet javanais également appelé bupati, chargé de l'administration de la population indigène.
Lors de son allocution d'arrivée, il rappelle aux chefs coutumiers qu'il a réunis, c'est-à-dire le bupati et les chefs de districts qui dépendent de ce dernier, leurs devoirs envers la population. Malheureusement, il se rend rapidement compte que les paroles que tous ont prononcées ne sont que des mots, bien loin d'une vérité qui est celle-ci : 
- d'une part, les cours du café en Hollande font que les prix doivent être bas, et chacun voulant garder ses bénéfices, c'est sur le salaire des petits producteurs que se fait l'économie.
- d'autre part, les paysans sont opprimés par les travaux forcés et non rémunérés ainsi que les vols de bétail que leur fait subir le bupati pour entretenir son train de vie et son prestige. Les victimes hésitent à porter plainte car hiérarchiquement, l'assistant-resident doit en référer au bupati, leur bourreau. On peut bel et bien parler de bourreau car les rares personnes à s'être plaintes ont été punies, parfois par la mort.

Le resident de Banten ferme les yeux sur ces pratiques car dans son rapport au gouverneur-général des Indes néerlandaises, il serait obligé de donner un ton négatif, ce qui n'est pas apprécié. Le gouverneur-général préfère également ne donner que de bonnes nouvelles au roi. C'est ainsi que tout le monde ferme les yeux par intérêt, fainéantise, lâcheté, crainte pour son statut ou pour sa vie. Max Havelaar dénoncera ce système auprès de son supérieur direct, puis, face à son inaction, court-circuitera la hiérarchie pour avertir le gouverneur-général qui le blâmera pour son non-respect du bupati et de la voie hiérarchique.
Max Havelaar aura un retentissement énorme aux Pays-Bas. Il déclenchera un mouvement d'opinion progressiste qui mènera à la promotion d'une "politique éthique" aux Indes néerlandaises, soucieuse d'améliorer le sort des indigènes.

## Éditions
- Première édition, Max Havelaar, of De koffie-veilingen der Nederlandsche handelsmaatschappij, De Ruyter, Amsterdam, 1860. [lire en ligne] sur Google Books.
- Traduction en anglais par Alphonse Nahuïs, Max Havelaar or the coffee auctions of the dutch trading company, Edimbourg, 1868
- Quatrième édition, avec vingt pages de Notes et éclaircissements de l'auteur, Funke, Amsterdam, 1875
- Traduction en français de la quatrième édition, par A. J. Nieuwenhuis et Henri Crisafulli, Max Havelaar, deux volumes, Dentu, Paris, 1876. Lire en ligne sur Wikisource.
- Traduction en français par L. Roelandt, Max Havelaar, Paris, Annotiau, 1942.
- Traduction en français par Édouard Mousset, Max Havelaar, ou les Ventes de café de la Société Commerciale Néerlandaise, Bruxelles, Éditions de la Toison d'Or, 1944.
- Traduction en français par L. Roelandt, Max Havelaar, Paris : Éditions Universitaires, 1968.
- Traduction en français par Philippe Noble, Max Havelaar ou Les ventes de café de la Compagnie Commerciale des Pays-Bas : roman, Actes Sud, Arles, 1991, Babel ; 31  (ISBN 2-86869-697-X).
- Traduction en français par Philippe Noble, Max Havelaar ou les ventes de café de la compagnie commerciale des Pays-Bas, Actes Sud, Arles, 2003, collection Babel  (ISBN 9782742745579).
- Bilingue néerlandais-français, avec lecture audio en VO intégrée, trad. A. J. Nieuwenhuis et Henri Crisafulli, L'Accolade Éditions, Venterol, 2016, coll. Artefact, 828 p.  (ISBN 9791095428206).

## Manuscrit original

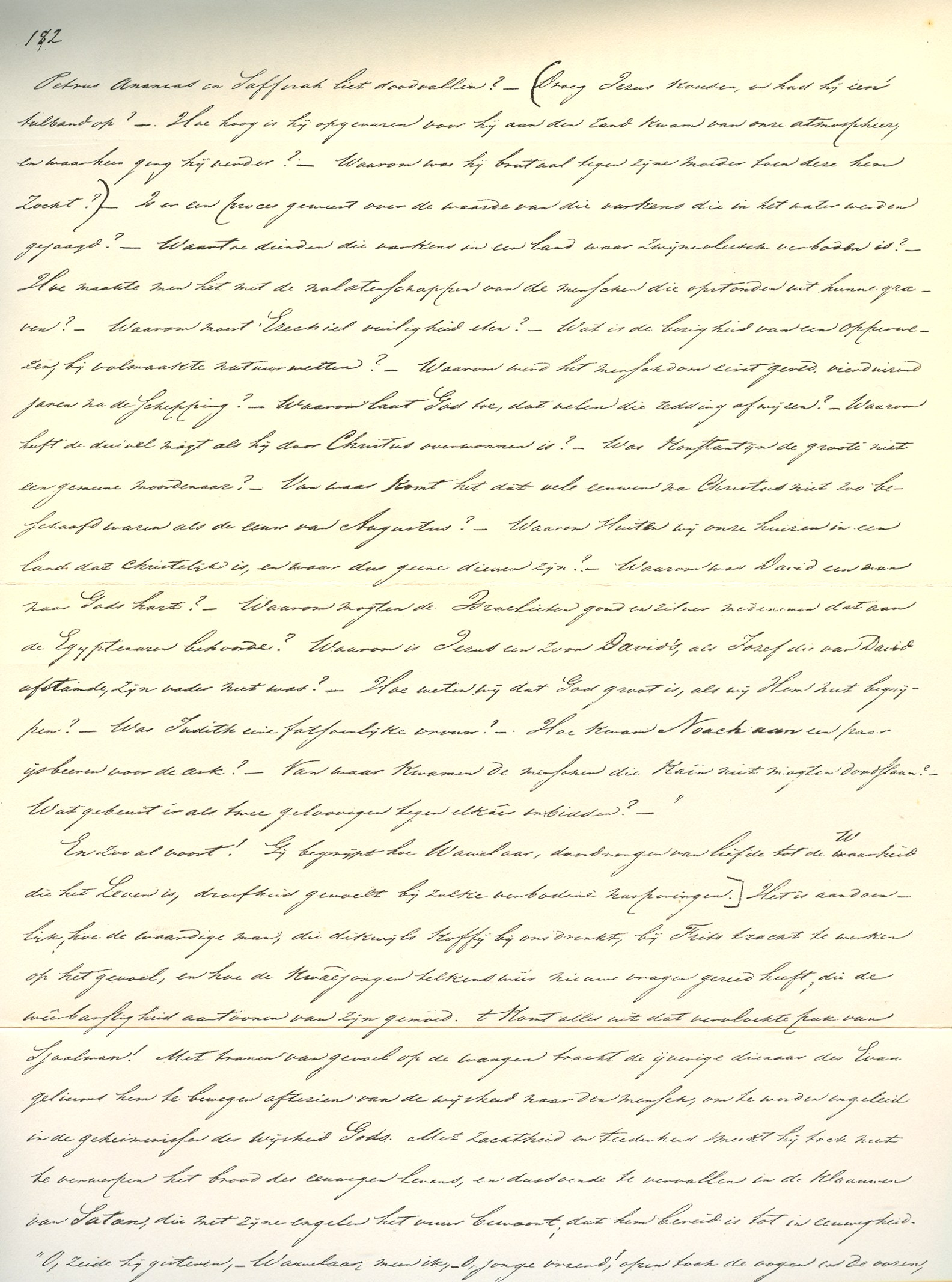
Page du manuscript de 1860

Le manuscrit est longtemps resté introuvable. Lors des préparatifs de la célébration des 50 ans Max Havelaar en 1910, un appel général a été lancé pour mettre à disposition, prêter ou faire don de documents, lettres et autres multatuliana à l'association Het Multatuli Museum en construction. Un descendant de J. de Ruyter (l'éditeur de l'édition de 1860), m. C.H.E. Reelfs, a trouvé l'original dans son placard, parmi les papiers de son beau-père, et en a fait don au musée Multatuli. Une copie en a été publiée en 2007. Le manuscrit de 1860 est une nouvelle version transcrite d'un brouillon antérieur, avec toutes les corrections de Jacob van Lennep. Van Lennep réduit d'abord le nombre de chapitres du manuscrit à dix-sept. Le nombre final de chapitres imprimés est légèrement supérieur, à savoir vingt. Van Lennep a également changé un grand nombre de choses lors de la correction du type.